# 본질주의
본질주의(essentialism)는 임의의 인식 대상의 종류가 존재한다고 가정 할 때 적어도 이론적으로는 하나의 인식 대상이 웅해당 종류에 해당하기 위해서는 필히 부합해야 하는 일련의 성격 (본질)을 지정하는 것이 가능하다고 주장하는 철학적 논쟁에 중점을 둔 신념과 실천이다. 이러한 인식 대상의 일원은 물론 본질을 소외시키지 않는 한에서 본질을 벗어나는 다른 성격(들)을 지니는 것이 가능하다.

## 같이 보기
- 본질주의 (교육)
- 구조주의
- 전통주의